# 석전초등학교
석전초등학교는 대한민국 경상남도 창원시 마산회원구에 있는 공립 초등학교이다.

## 학교 연혁
- 1976년 11월 25일: 개교

## 참고 자료
- 석전초등학교 - 한국교육학술정보원 학교알리미